# Аккреционный диск
Аккрецио́нный диск (от лат. accrētiō «приращение, увеличение») — структура, возникающая в результате падения диффузного материала, обладающего вращательным моментом, на массивное центральное тело (аккреция). Аккреционные диски возникают вокруг звёзд в тесных двойных системах, во вращающихся галактиках и в протопланетных образованиях. Они также играют ключевую роль в механизме гамма-всплесков, сопровождающих слияние нейтронных звёзд и коллапс ядер сверхновых и гиперновых звёзд. Сжатие вещества, а также выделение тепла в результате трения дифференциально вращающихся слоёв, приводит к разогреву аккреционного диска. Аккреционные диски протозвёзд, молодых звёзд излучают в инфракрасном диапазоне; тепловое излучение дисков, образовавшихся вокруг нейтронных звёзд и чёрных дыр, приходится на рентгеновский диапазон.

## Механизм образования

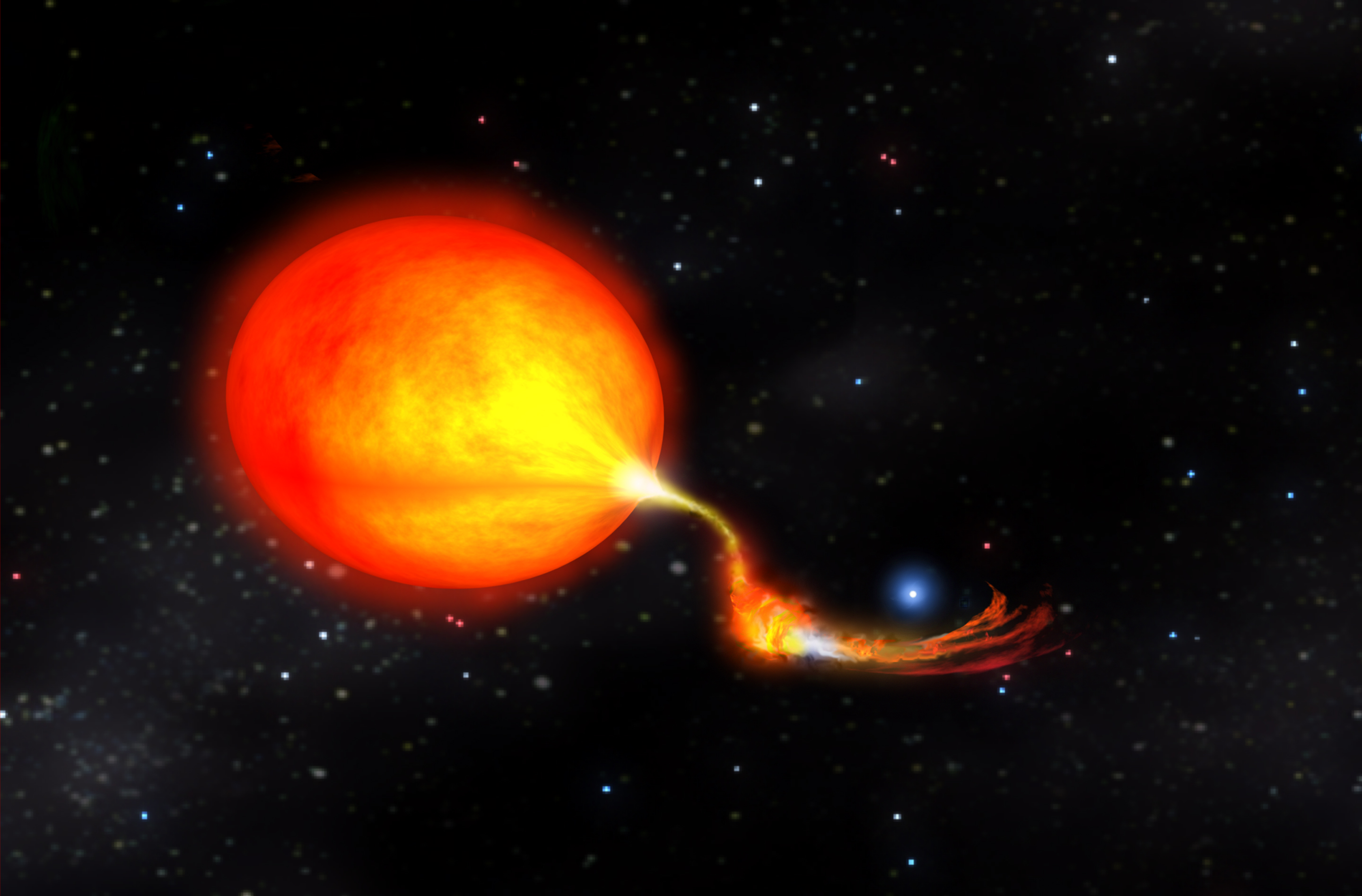
Формирование аккреционного диска вокруг пульсара в представлении художника. Вещество, падающее со звезды-компаньона, ускоряет вращение пульсара, делая его миллисекундным

Газ, перетекающий от одного компонента системы к другому, имеет значительный момент вращения, обусловленный орбитальным движением. Поэтому частицы газа не могут падать на звезду радиально. Вместо этого они движутся вокруг неё по кеплеровским орбитам. Вследствие этого образуется газовый диск, распределение скоростей в котором должно соответствовать законам Кеплера: слои, расположенные ближе к звезде, будут иметь бо́льшие скорости. Однако из-за трения между слоями газа их скорости выравниваются, и внутренние слои передают часть своего момента импульса наружу. Вследствие этого внутренние слои приближаются к звезде и, в конце концов, падают на её поверхность. Фактически, траектории отдельных частиц газа имеют вид спиралей, которые медленно закручиваются.
Радиальное смещение вещества в аккреционном диске сопровождается высвобождением гравитационной энергии, часть которой превращается в кинетическую энергию (ускорение движения газа при приближении к звезде), а другая часть превращается в тепло и разогревает вещество диска. Поэтому аккреционный диск испускает тепловое электромагнитное излучение. Кинетическая энергия газа при столкновении с поверхностью звезды также трансформируется в тепловую энергию и излучается.
Понятие аккреционного диска применяется для объяснения многих явлений физики нестационарных звёзд, активных ядер галактик.